# Jadwiga Tressenberg
Jadwiga Tressenberg, z domu Stefańska (ur. 27 maja 1924 w Teolinie koło Grodna, zm. 29 grudnia 2004 w Kutach), nauczycielka polska, popularyzatorka baśni mazurskich.

## Życiorys
W Grodnie ukończyła szkołę średnią i w 1944 rozpoczęła studia w Instytucie Pedagogicznym; rok później przyjechała z rodziną do Polski. Podjęła studia w Wyższej Szkole Pedagogicznej w Gdańsku (Wydział Geograficzno-Przyrodniczy). W 1954 wyszła za mąż za Ludwika Tressenberga, leśniczego w Puszczy Boreckiej i osiadła na Mazurach, w Kutach (gmina Pozezdrze). Pracowała w wiejskiej szkole jako nauczycielka, następnie jako bibliotekarka (kierowniczka Gromadzkiej Biblioteki i Wiejskiego Ośrodka Kultury w Kutach, potem kierowniczka Gromadzkiej Biblioteki Publicznej i filii Gminnej Biblioteki Publicznej tamże).
Prowadziła działalność społeczną, będąc pośredniczką między ludnością napływową a wysiedlanymi rdzennymi Mazurami. Zainteresowania miejscową kulturą skoncentrowała na baśniach mazurskich. Pierwszy artykuł poświęcony tej tematyce zamieściła na łamach „Głosu Olsztyńskiego” we wrześniu 1959, w kolejnych latach publikowała w „Głosie” i „Warmii i Mazurach”. W Kutach założyła izbę pamiątek polskości Mazur (1963). Za pracę na rzecz rozwoju lokalnej kultury otrzymała wiele nagród i odznaczeń, m.in. nagrodę Prezydium Wojewódzkiej Rady Narodowej w Olsztynie (1973), Srebrny Krzyż Zasługi, odznakę „Zasłużony dla Warmii i Mazur” i odznakę „Zasłużony Działacz Kultury”.
W 2000 wydała zbiór 24 baśni ludowych z Mazur Opowieści mazurskie; drugie wydanie, poszerzone o kolejne trzy baśnie, ukazało się już po śmierci Jadwigi Tressenberg wiosną 2005. Była również współautorką, m.in. z Ireną Kwinto, Kiermaszu bajek (1957) i Nowego kiermaszu bajek (1969), a w pracy zbiorowej Siła życia (1973) ogłosiła swoje wspomnienia.
W uznaniu wieloletniej działalności kulturalnej imię Jadwigi Tressenberg – jeszcze za jej życia (2000) – nadano szkole podstawowej w Pozezdrzu. Emerytowana nauczycielka zmarła pod koniec 2004 i pochowana została w Kutach.
W 2025 roku Mazurska Fundacja Sztuki ART PROGRESS z Giżycka wydała kolejną edycję Mazurskich Opowieści. W Galerii Schron Giżycko powstała stała ekspozycja prezentująca mazurskich artystów i ich dzieła.